# Hyposmocoma flavicosta
Hyposmocoma flavicosta là một loài bướm đêm thuộc họ Cosmopterigidae. Nó là loài đặc hữu của Hawaii. Loài địa phương ở Kilauea.